# Líšná (okres Přerov)
Líšná je obec ležící v okrese Přerov. Žije zde 252 obyvatel.

## Historie
První písemná zmínka o obci pochází z roku 1368.

## Galerie

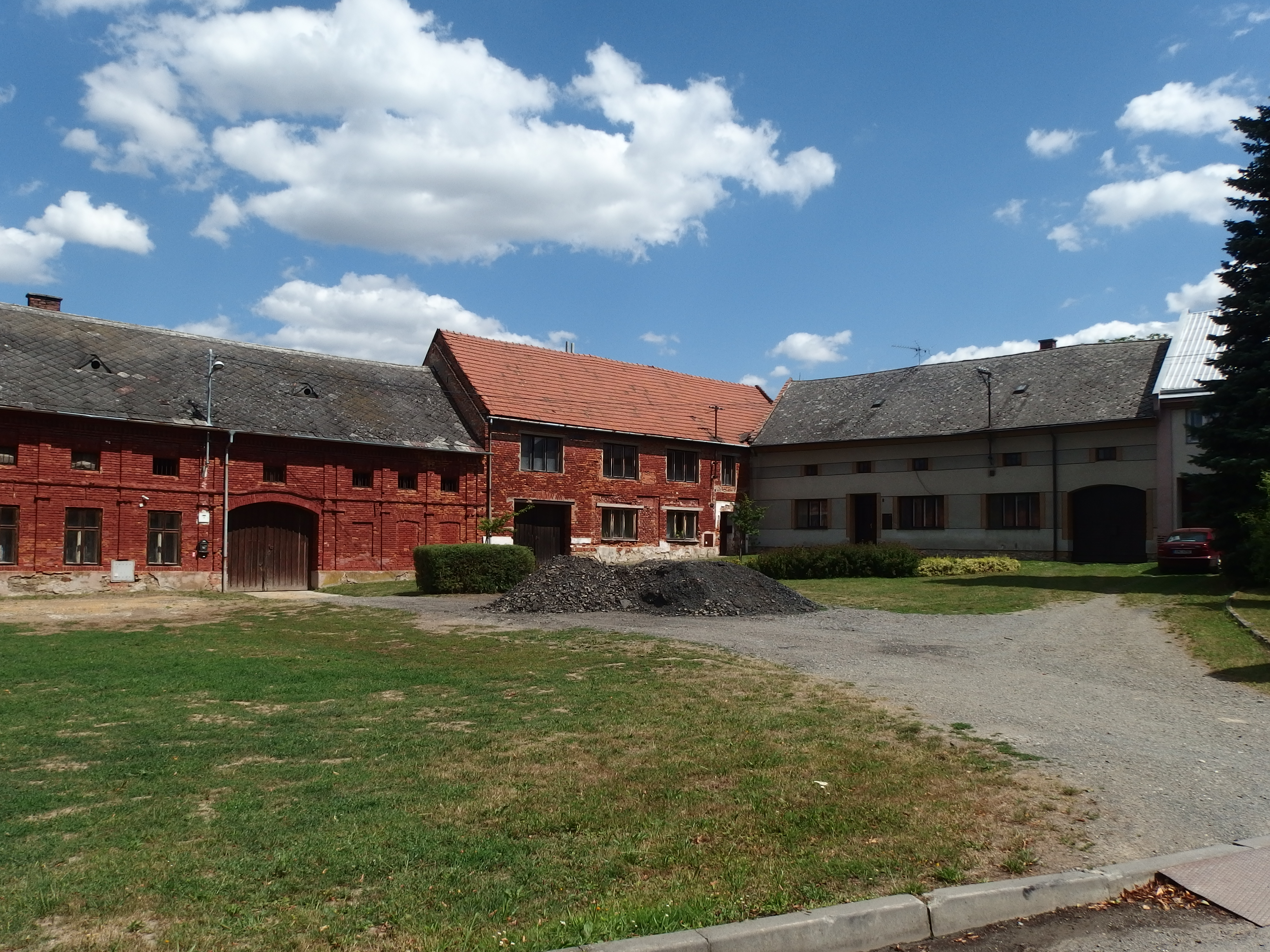
Východní část návsi
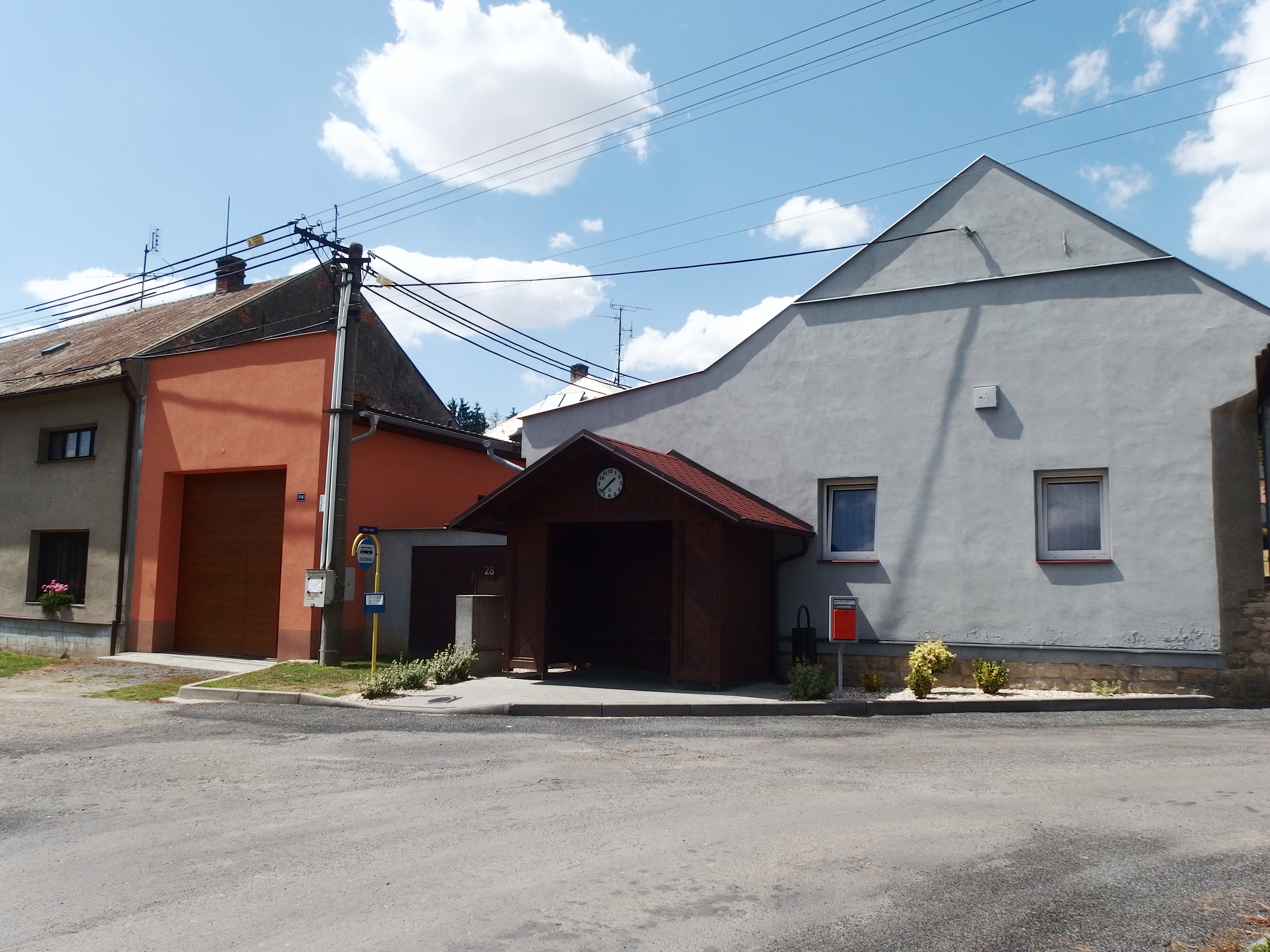
Autobusová zastávka
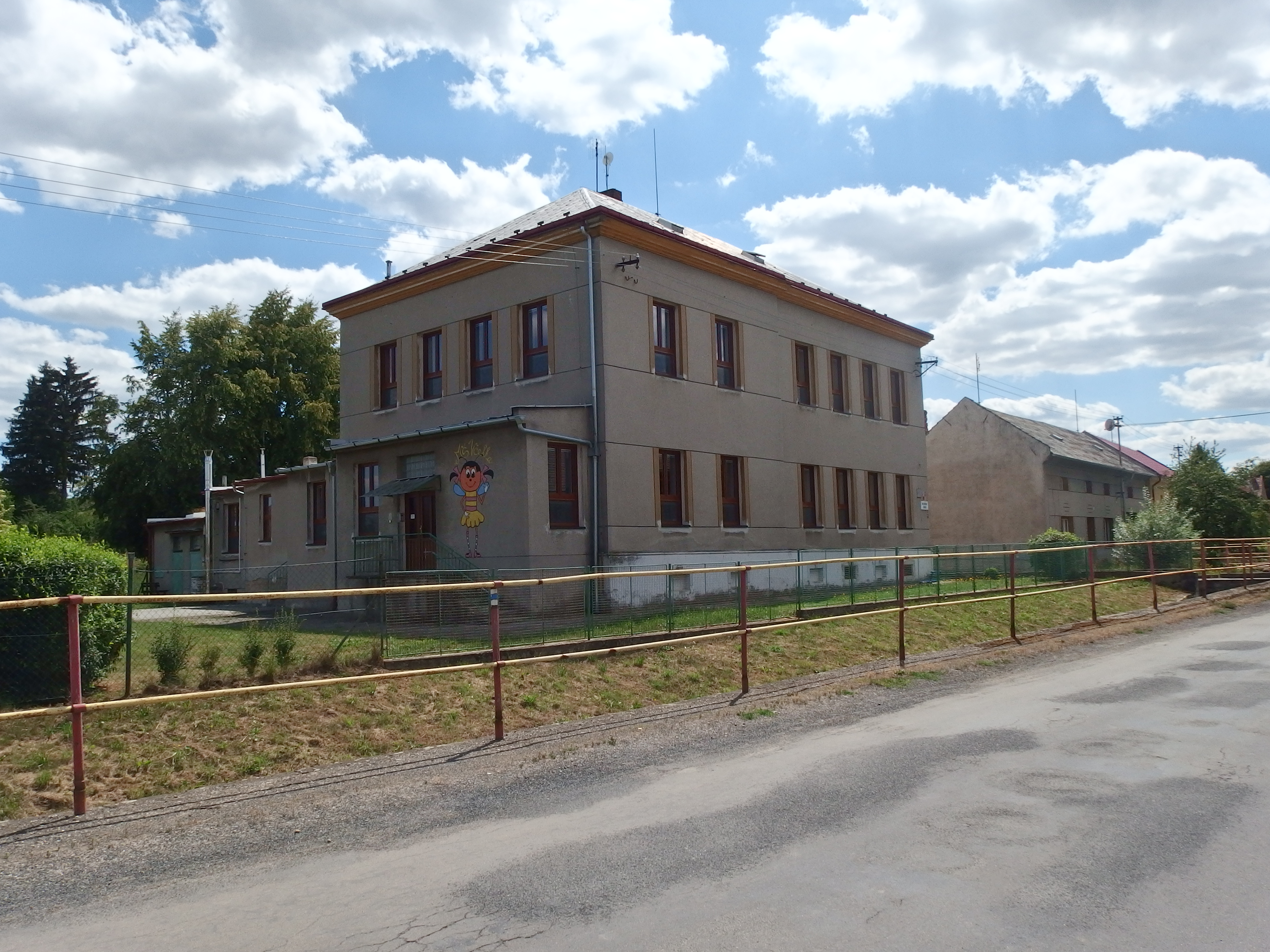
Mateřská škola
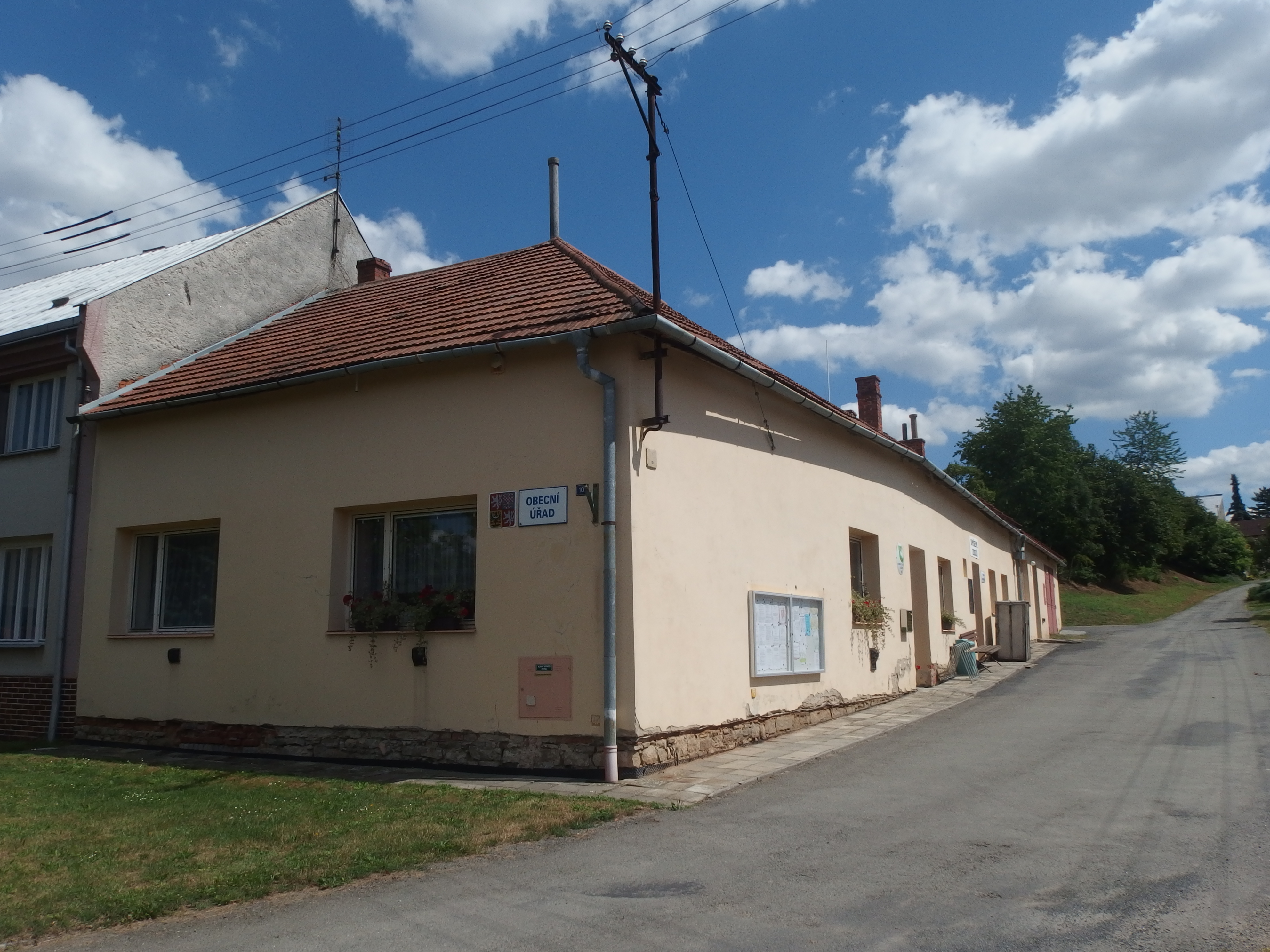
Obecní úřad